# Proceso Flodin

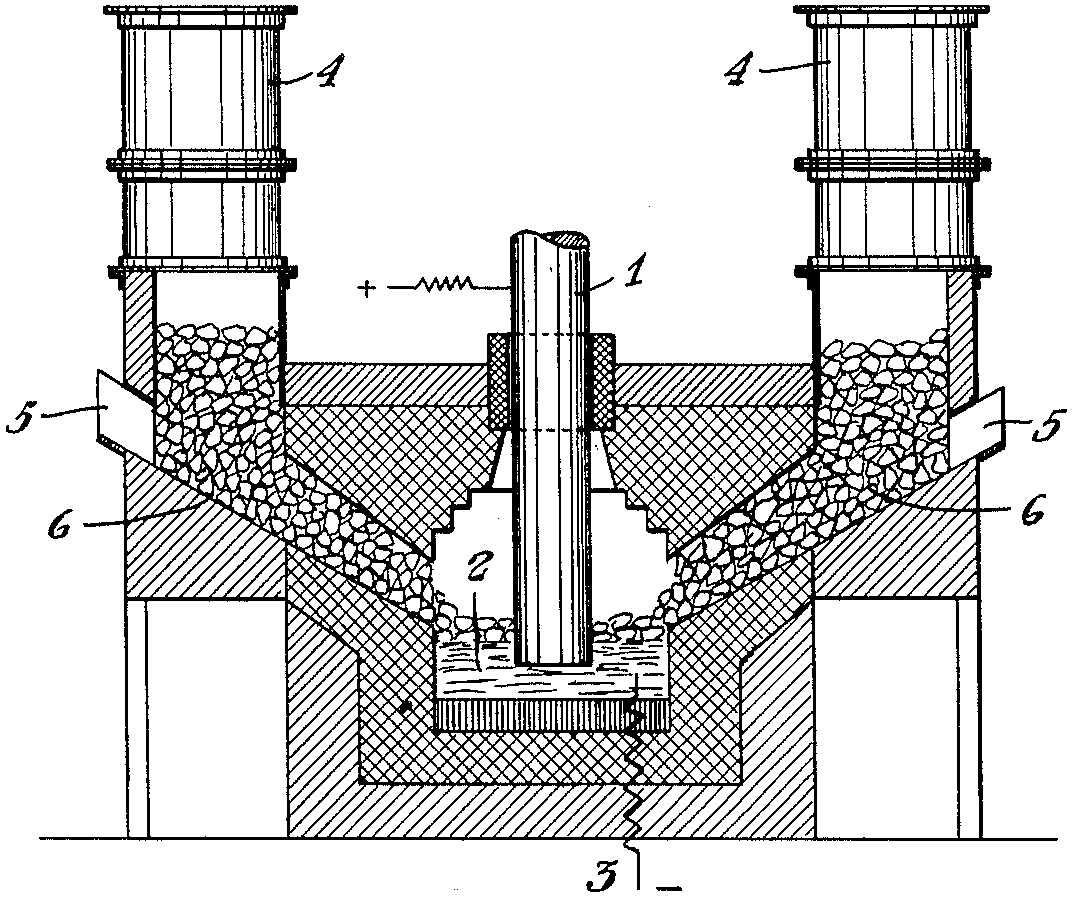
Imagen de la patente del horno

El proceso Flodin es un procedimiento siderúrgico de reducción directa para la obtención de hierro, desarrollado por Gustaf Henning Flodin de Suecia y patentado en 1924.
Usando un horno de arco eléctrico especialmente construido, una mezcla de hematita y carbón es fundida en un proceso continuo, con el metal reducido acumulándose en el fondo del horno, de donde se puede extraer.